# Colon delarouzei
Colon delarouzei är en skalbaggsart som beskrevs av Tournier 1863. Colon delarouzei ingår i släktet Colon, och familjen mycelbaggar. Arten är reproducerande i Sverige.